# El Magharia
El Magharia (en arabe المقرية) est une commune de la wilaya d'Alger en Algérie, située dans la proche banlieue Sud-Est d'Alger.

## Géographie

### Situation
El Magharia (ex-Léveilley) est située à environ 6 km au sud-est d'Alger.
| Hussein Dey                       | Hussein Dey | Hussein Dey                        |
| Hussein Dey, Forêt des Annassers. | El Magharia | Bachdjerrah                        |
| Kouba, Forêt de Kouba.            | Bachdjerrah | Bachdjerrah, Forêt de Bachdjerrah. |

### Transport
La station Haï El Badr du métro d'Alger dessert El Magharia ainsi que la station Mer Et Soleil (commune d'Hussein Dey).
La ligne du Tramway d'Alger, avec la station Tripoli-Maqqaria et la station de Caroubier.
La gare ferroviaire SNTF du Caroubier.
Gare routière ETUSA au niveau de la station du métro Haï El Badr : lignes 18, 45, 47, 66, 67, 74, 81, 96.
Transport Bus, Arrêt Kharouba (Caroubier) sur le boulevard de l'ALN.(Ex.route Montagniere)

## Histoire
La commune a été créée en 1984 alors qu'elle dépendait de celle d'Hussein Dey. Elle était connue sous le nom de Leveilley à l'époque coloniale.

## Démographie
| 1987   | 1998   | 2008   |
| ------ | ------ | ------ |
| 29 889 | 30 457 | 31 453 |

## Toponymie
Son nom exact El Maqquaria ou El Makkaria, du nom de Al Maqqari, de son vrai nom Abu Abbas Ahmed Ibn Mohamed el Maqquari, grand historien algérien né 1591 dans la région de Tlemcen et mort en 1632 au Caire.

## Administration
Son assemblée populaire compte onze élus dont un président ( Bahidj Mourad) et deux vice-présidents.

## Enseignement

### Enseignement primaire, moyen et secondaire
La commune compte 9 écoles primaires publics :
- école Hadj-Tigrine
- école Essedik-Chebouti
- école Tayeb-Khelifi
- école Ali-Madouche
- école Allal-Sabri
- école Mokhtar-Djaâli
- école Ferhat-Deghmoune
- école Bessaiah-Mohamed
- école Ahmed-Boukobza

4 collèges d'enseignement moyen publics (CEM) 
- CEM Ait-Hamdouche, CEM Asmah-Dhat-Nitakin, CEM Slamani, CEM Moufdi-Zakaria.

1 lycée public :
- lycée Ahmed-Zabana.

### Enseignement supérieur
La commune accueille une œuvre architecturale qui abrite une annexe de l'université d'Alger abritant la faculté des sciences islamiques.